# 狷羚亚科
狷羚亚科有4属7种，包括角马、狷羚、转角牛羚等。有些专家认为亨氏牛羚应该从转角牛羚属中独立为亨氏牛羚属，因为亨氏牛羚与狷羚的亲缘关系比转角牛羚属中的其他成员更近。狷羚亚科成员的头部较长。